# 常州市第二人民医院

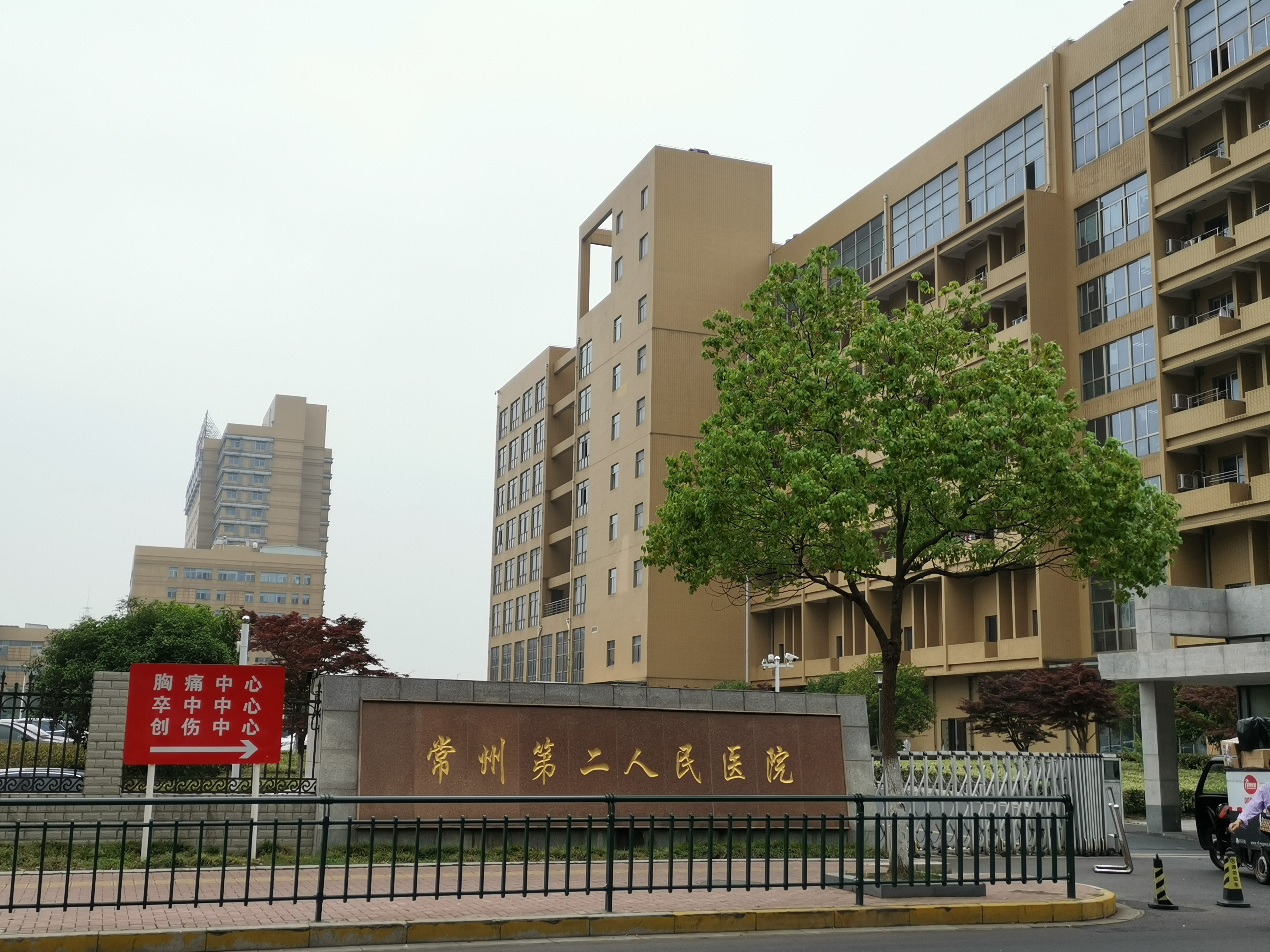
常州市第二人民医院

常州市第二人民医院，是中华人民共和国江苏省的一所医院，为三级甲等医院，位于常州市天宁区兴隆巷29号。
1937年建院。1995年常州市全面开展创建等级医院活动，常州市第二人民医院通过省级乙等医院评审。2024年7月医院挂牌南京医科大学第三附属医院。